# Cowarts, Alabama
Cowarts là một thị trấn thuộc quận Houston, tiểu bang Alabama, Hoa Kỳ. Dân số năm 2009 là 1660 người, mật độ đạt 88 người/km².